# Страндвалль, Матиас
Матиас Страндвалль (фин. Matias Strandvall; род. 15 марта 1985, Хельсинки) — финский лыжник, участник Олимпийских игр в Ванкувере, призёр этапа Кубка мира. Ярко выраженный специалист спринтерских гонок. Старший брат профессионального футболиста Себастиана Страндвалля. 

## Карьера
В Кубке мира Страндвалль дебютировал в 2004 году, в январе 2008 года единственный раз попал в тройку лучших на этапе Кубка мира, в спринте. Кроме этого на сегодняшний день имеет на своём счету 13 попаданий в десятку лучших на этапах Кубка мира, 10 в личном и 3 в командном спринтах. Лучшим достижением Страндвалля в общем итоговом зачёте Кубка мира является 39-е место в сезоне 2007-08. 
На Олимпиаде-2010 в Ванкувере принимал участие в спринтерской гонке классическим стилем, в которой занял занял 37-е место.
За свою карьеру участвовал в трёх чемпионатах мира, лучший результат 9-е место в спринте на чемпионате мира 2007 года в Саппоро.
Использует лыжи производства фирмы Fischer, ботинки и крепления Salomon.